# Польська четверта ліга з футболу
Польська четверта ліга з футболу (пол. IV liga polska w piłce nożnej) — п'ятий за значимістю дивізіон в ієрархії польського футболу. До сезону 2007-08 дане змагання називалося П'ята ліга, але після перейменування Першої ліги в Екстраклясу, змінилися назви і всіх нижчих ліг. Найвищий регіональний дивізіон в системі футбольних ліг Польщі. З 2002 року в лізі грають тільки футбольні команди, які відповідають ліцензійним вимогам турніру. 
Змагання в рамках турніру проходять серед команд 20 регіональних (воєвудських) груп. У 12 воєводствах діє одногрупова система, а в чотирьох —  двогрупова.

## Групи
- Нижньосілезька
  - Західна
  - Східна
- Куявсько-Поморська
- Люблінська
- Любуська
- Лодзинська
- Малопольська
- Мазовецька
  - Південна
  - Північна
- Опольська
- Підкарпатська
- Підляська
- Померанська
- Сілезька
  - Перша
  - Друга
- Свентокшиська
- Вармінсько-Мазурська
- Великопольська
  - Південна
  - Північна
- Західнопоморська.